# Teinogenys nitidus
Teinogenys nitidus är en skalbaggsart som beskrevs av Sharp 1873. Teinogenys nitidus ingår i släktet Teinogenys och familjen Dynastidae. Inga underarter finns listade i Catalogue of Life.